# Список (элемент интерфейса программ)

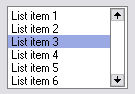
Внешний вид List box

Список (англ. List box) — элемент (виджет) графического интерфейса пользователя, который отображает прокручиваемый список с элементами. Позволяет пользователю выбрать один или несколько элементов из списка, как правило с удержанной клавишей Ctrl или Shift, чтобы сделать множественный выбор. Все элементы содержатся в списке статически, но могут быть добавлены и динамически.
В стандартной веб-форме XForms список называется select или select1. Select используется для множественного выбора пользователем, в то время как select1 позволяет выбрать только 1 элемент из списка.
Существует также вариант списков с флажками. Он позволяет выбрать несколько элементов, не пользуясь кнопкой Ctrl, а также более наглядно показывает, что можно выбрать несколько пунктов.